# Klovski Descent 7A
Il Klovski Descent 7a ( Кловський узвіз, 7а) è un grattacielo a Kiev, in Ucraina.

## Caratteristiche
Progettato da Andriy Mazur, l'edificio, alto 168 metri e con 47 piani è il grattacielo più alto del paese. È principalmente un edificio residenziale ma ha anche usi commerciali.
L'edificio è stato disegnato da Arkhitekturna Spilka e dallo studio di Serhiy Babushkin, che ha anche ideato i grattacieli di Kiev Parus Business Center e Gulliver.
La torre è stata criticata per i suoi effetti negativi sul panorama dal Kiev Pechersk Lavra, sito protetto dall'UNESCO.